# Famille de Walckiers
Ne doit pas être confondu avec Famille Walckiers.
Pour les articles homonymes, voir Walckiers.
Cette page explique l’histoire ou répertorie les différents membres de la famille de Walckiers.

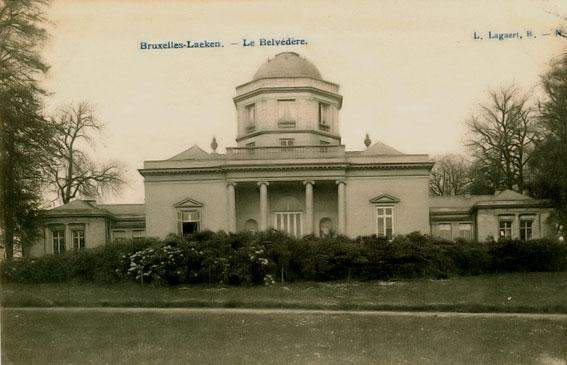
Le château du Belvédère à Laeken, construit en 1788 pour Édouard de Walckiers par l'architecte Antoine Payen l'Aîné. Souvenir toujours visible de ce fastueux financier bruxellois.

La famille de Walckiers est une famille noble bruxelloise éteinte dans les mâles dont plusieurs membres se sont fait connaître au XVIIIe siècle dans la haute finance et les événements révolutionnaires de la fin de ce siècle.

## Filiation
- Daniel Walckiers (1642-1693), échevin de Ninove.
  - Joseph ou Josse Walckiers (1676-1734), anobli le 18 décembre 1734.
    - Adrien Ange de Walckiers de Tronchiennes (1721-1799), conseiller d’État et dernier seigneur d'Evere, fait vicomte de Walckiers par l'empereur Joseph II en 1786[1], époux de Dieudonnée de Nettine, fille du banquier Matthias (de) Nettine et de Barbe Stoupy, dite "la banquière des Pays-Bas".
      - Édouard de Walckiers (1758–1837), banquier bruxellois.
        - Charles de Walckiers[2]
          - Vicomte Edouard de Walckiers (1861-1918), major de cavalerie, chevalier de l'ordre de Léopold[2].
          - Vicomte Léon de Walckiers (1869-1946)[2].
            - Vicomte Charles de Walckiers (1902-?), général-major BEM, grand officier de l'ordre de Léopold II, commandeur de l'ordre de Léopold et de l'ordre de la Couronne, membre de l'ordre du British Empire, chevalier de l'ordre de l'Épée de Suède[2].
              - Suzanne de Walckiers (° 1927), dernière représentante de la famille de Walckiers[2], épouse du chevalier Armand André (1924-2014[3]), docteur en médecine, professeur ordinaire à l'Université de Liège, commandeur de l'ordre de la Couronne, officier de l'ordre de Léopold[2].

          - Charles de Walckiers (1875-1964), écuyer[2].

      - Joséphine-Rosalie de Walckiers (1765-1836), banquière, compositrice de musique[1].

    - Paul de Walckiers, seigneur de Gammarage, fut en 1777 trésorier de la loge L'Heureuse Rencontre, était inscrit au tableau de 1786, frère cadet d'Adrien Ange ci-avant[4].

  - Cornille Walckiers, conseiller, commis et receveur général de la Province de Flandres, anobli le 10 février 1727[5],[6], frère de Josse (de) Walckiers[7].

## Preuves de noblesse
- 10 février 1727 à Vienne par l'empereur Charles VI : concession de noblesse en faveur de Corneille (de) Walckiers, receveur général du comté de Flandres. Les armes référencées à cette occasion se blasonnent : parti d'or et de gueules, le premier chargé de trois rochers de gueules, sur celui du milieu un faucon au naturel, avec une étoile de gueules sur la tête, le second pareillement chargé de trois rochers d'or, avec un faucon au naturel, et une étoile d'or sur la tête. Heaume d'argent, grillé et liseré d'or, aux hachements et bourlet d'or et de gueules, et pour cimier un faucon au naturel naissant déployé, ayant sur la tête une étoile de gueules et d'or[7] ;
- 18 décembre 1734 à Vienne par l'empereur Charles VI : concession de noblesse en faveur de Josse (de) Walckiers, frère de Corneille sus-mentionné. Les armes référencées à cette occasion sont les mêmes que celles de son frère Corneille brisées d'une bordure dentée de gueules et d'or[7] ;
- 22 mai 1786 à Laxenburg par l'empereur Joseph II : concession du titre de vicomte transmissible par ordre de primogéniture mâle et augmentation d'armoiries (couronne et supports) en faveur d’Adrien-Ange de Walckiers de Tronchienne ( [sic]) avec autorisation pour son fils Édouard de porter le titre en même temps que lui[7] ;
- 27 mai 1899 à Laeken par le roi Léopold II : reconnaissance de noblesse et du titre de vicomte transmissible par ordre de primogéniture mâle en faveur d’Édouard-Frédéric-Paul-Charles-Dieudonné de Walckiers (1861-1918), lieutenant, petit-fils d'Édouard de Walckiers sus-mentionné[7] ;
- 10 novembre 1902 : Reconnaissance de noblesse en faveur de Léon-Eugène-Charles de Walckiers (1869-1946) et de Charles-Louis-Edouard-Dieudonné-Marie de Walckiers (1875-1964), tous deux frères d'Edouard de Walckiers (1861-1918), sus-mentionné[2] ;
- 12 juin 1921 : Reconnaissance du titre de vicomte transmissible à la primogéniture mâle en faveur de Léon de Walckiers (1869-1946) sus-mentionné[2].

## Héraldique
Les armes portées par la (ou les) famille(s) Walckiers ainsi que leur date d'anoblissement entretiennent une certaine confusion quant à son (leur) unicité. En effet, Jean-Baptiste Rietstap référence 2 écus assez différents dans son Armorial général. Ces 2 écus ont néanmoins pour point commun un faucon au naturel surmonté d'une étoile d'or (dans le cimier ou dans le champ de l'écu) :
- Walckier au Pays d'Utrecht : d'or au chevron de sable accompagné de trois trèfles de sinople ;
  - Walckiers en Flandre, famille anoblie le 18 décembre 1734 qui porte les armes de la famille précédente brisées d’une bordure engrelée de l'un en l'autre avec pour cimier un faucon au naturel surmonté d'une étoile d'or ;
- Walckiers en Flandre, famille anoblie le 10 février 1727 et qui obtint le titre de vicomte le 22 mai 1786 : parti : au 1, d'or à un faucon au naturel contourné et perché sur un rocher de gueules et surmonté d'une étoile du même ; au 2, de gueules à un faucon au naturel perché sur un rocher d'or et surmonté d'une étoile du même. Cimier : un faucon essorant au naturel surmonté d'une étoile partie d'or et de gueules. Lambrequins : d'or et de gueules ;
  - Walckiers de Tronchiennes (de) à Ath, famille qui porte les armes de la famille précédente timbrées d’une couronne de comte à treize perles dont trois relevées pour le porteur du titre de vicomte. Supports : deux griffons d'or armés et lampassés de gueules tenant chacun une bannière à dextre aux armes de l'écu à senestre à celles de la famille de Nettine qui portait coupé d'azur et d'argent à une sirène d'or brochant sur le coupé et tenant de la dextre une lampe d'argent allumée d'or. Pour les autres descendants : l'écu sommé d'un heaume couronné. Cimier : un faucon au naturel essorant posé de face sur un rocher de trois coupeaux celui du milieu d'or les autres de gueules et sommé d'une étoile à six rais partie d'or et de gueules.